# Abū Bakr asch-Schiblī
Abū Bakr asch-Schiblī (arabisch أبو بكر الشبلي, DMG Abū Bakr aš-Šiblī; * 859 auch 861 in Bagdad; † 946 ebenda) war ein Sufi, (islamischer Mystiker), Emir, Rechtsgelehrter und Kämmerer. Abū Bakr asch-Schiblī war ein Weggefährte der Sufis Mansur al-Halladsch und Dschunaid Bagdadi.

## Leben
Abū Bakr asch-Schiblī war der Sohn eines wohlhabenden Hofkämmerers. Als Rechtsgelehrter befasste er sich mit Korandeutung und Almosensteuer. Nachdem asch-Schibili einen Hund fast verdursten sah, da er vor dem eigenen Spiegelbild im Wasser zurückschreckte, verschenkte der hohe Beamte seine Landgüter und 60000 Dinare und suchte  bei al-Dschunaid mystischen Rat. Er arbeitete nunmehr verarmt als Schwefelhändler, Diener und Bettler. Auf der Suche nach Allah kasteite er sich mit Stöcken, streute sich Salz in die Augen und stand waghalsig auf dem Dachrand eines Hauses.

Überwältigt von der Ekstase predigte er den Koran. 899 wurde er Emir von Dunbawand. Als körperfülliger enthaltsamer Asket pilgerte er nach Mekka. Nach dem Tod seines Sohnes Abu l-Hasan schnitt er sich den Bart ab. Abū Bakr asch-Schiblī wurde daraufhin insgesamt 22-mal in ein Irrenhaus eingeliefert. 922 warf er bei der Hinrichtung seines Freundes al-Hallādsch statt mit Steinen Rosen
Im Irrenhaus heizte er die Irren derart auf, dass man ihm Hausverbot erteilte.
Abū Bakr asch-Schiblī wurde vom Kalifen wegen Mordes angeklagt, da ein Schüler während eines Vortrags tot umfiel. Schibli wurde aber im Prozess freigesprochen.
Erblindet als Greis, zahlte er alle seine Schulden zurück und verstarb in seinem Haus in Bagdad. Er wurde bestattet auf dem Hayzuran-Friedhof in Bagdad.
Da Abū Bakr asch-Schiblī nur von seinen Schülern mündlich überliefert ist, wurde er durch seine kühnen Taten und Paradoxa ein angesehener Sufi.